# Giuseppe Maria Giulietti
‎‎
Giuseppe Maria Giulietti, italijanski vojak, geograf in raziskovalec, * 28. december 1847, Casteggio, † 25. maj 1881.
Kot prostovoljcev se je boril proti Avstrijcem v italijanskih osamosvojitvenih vojnah. 
Sodeloval je v več ekspedicijah v Etiopijo, kjer so ga domačini leta 1881 ubili, skupaj s 32 drugimi.